# José Manuel García
José Manuel García Rodríguez (Avilés, 21 gennaio 1951) è un ex ciclista su strada spagnolo, professionista dal 1976 al 1980; in gruppo fu soprannominato Roxio.

## Palmarès
- 1975 (dilettanti)

Trofeo Elola
- 1976 (Novostil, una vittoria)

GP Caboalles de Abajo
- 1977 (Novostil, una vittoria)

5ª tappa Vuelta a Cantabria (Torrelavega > Santander)
- 1978 (Transmallorca, una vittoria)

6ª tappa Volta Ciclista a Catalunya (Bagà > Manresa)
- 1979 (Transmallorca, una vittoria)

5ª tappa, 2ª semitappa Vuelta a Asturias (Villaviciosa > Villaviciosa)

### Altri successi
- 1980 (Henninger)

Campeonato de Asturias

## Piazzamenti

### Grandi Giri
- Vuelta a España

1976: 27º
1977: 12º
1978: ritirato (13ª tappa)
1979: 56º
1980: fuori tempo massimo (15ª tappa)

### Classiche monumento
- Milano-Sanremo

1977: 145º